# Tống Uy Long
Tống Uy Long (sinh ngày 25 tháng 3 năm 1999) là một nam diễn viên, người mẫu Trung Quốc, thuộc Công ty quản lí Hoan Ngu ảnh thị. Anh là một diễn viên mới, nổi tiếng với các vai diễn chính trong Trạm kế tiếp là hạnh phúc, Lấy danh nghĩa người nhà,...

## Tuổi thơ
Tống Uy Long sinh ra ở Đại Liên, Liêu Ninh và trên anh có 2 chị gái. Năm 9 tuổi, Tống Uy Long quan tâm đến võ thuật sau khi xem bộ phim Thiếu Lâm Tự của Lý Liên Kiệt. Anh đã cố gắng học Kung Fu 1 năm ở trường trung học và tham gia vào Shaolin Tagou Martial Arts School ở Hà Nam.

## Sự nghiệp
Năm 2015, Tống Uy Long ký hợp đồng với studio của Vu Chính, chính thức trở thành một diễn viên. Anh lần đầu tham gia vào show tạp kỹ Run for Time, sau đó cũng xuất hiện trong talk show Day Day Up. Tống Uy Long trở nên nổi tiếng và quen mặt với khán giả, giúp anh được công nhận rộng rãi ở Trung Quốc.
Năm 2016, anh xuất hiện trong bộ phim đầu tay là Bán yêu khuynh thành 2, đóng vai bán yêu Ứng Long. Cùng năm, anh tham gia vào 4 bộ phim điện ảnh là Catman, Time Passed By Suddenly, Dream Breaker và Fleeting Midsummer.
Năm 2017, Tống Uy Long đảm nhận vai chính trong drama Khoảng cách năm ánh sáng của anh và em và bộ phim đã thu hút 1 tỷ lượt xem. Cũng trong năm 2017, anh xuất hiện cùng Quan Hiểu Đồng trong Phượng Tù Hoàng và Lâm Doãn trong Bỉ ngạn hoa.

## Hoạt động từ thiện
Ngày 19 tháng 3 năm 2016, Tống Uy Long trở thành đại sứ của sự kiện từ thiện "Green Bicycle Tour" ở Thành Đô. Sự kiện này đã được tài trợ và quảng bá bởi nhãn hiệu mỹ phẩm Innisfree. Sau sự kiện, anh cũng tổ chức luôn fanmeeting.

## Phim đã tham gia

### Điện ảnh
| Năm  | Tên phim                                              | Tên tiếng Trung  | Vai diễn      | Bạn diễn                      | Ghi Chú   |
| 2018 | Trò Chơi Phá Mộng (Dream Breaker)                     | 破梦游戏之不醒城 | Nam Cực       | Trần Đô Linh                  | Vai chính |
| 2019 | Thanh Xuân Của Mình Đều Là Cậu (Love The Way You Are) | 我的青春都是你   | Phương Dư Khả | Tống Vân Hoa                  | Vai chính |
| 2021 | Tôi Yêu Người Miêu Tinh (Catman)                      | 我爱喵星人       |               | Ngô Thiến, Oh Sehun           | Vai phụ   |
| 2021 | Năm Tháng Chợt Vội Qua (Love Story in London)         | 岁月忽已暮       | Giang Hải     | Trương Tử Phong, Khương Triều | Vai phụ   |
| 2023 | Niệm Niệm Tương Vong (Just For Meeting You)           | 念念相忘         | Dương Tứ Hỏa  | Lưu Hạo Tồn                   | Vai chính |

### Truyền hình
| Năm phát sóng | Khai máy   | Tên phim                                | Tên tiếng Trung  | Vai diễn        | Đạo diễn                        | Bạn diễn                       | Ghi chú   | Kênh phát sóng           |
| 30/12/2016    |            | Bán Yêu Khuynh Thành 2                  | 半妖倾城 Ⅱ       | Ứng Long        |                                 | Trương Triết Hạn, Lý Nhất Đồng | Khách mời | Mango TV                 |
| 14/2/2017     | 28/8/2016  | Khoảng cách năm ánh sáng giữa anh và em | 我与你的光年距离 | Cố Thế Nhất     | CatTree                         | Châu Vũ Đồng                   | Vai chính | Mango TV LeTV video      |
| 14/1/2018     | 21/1/2017  | Phượng Tù Hoàng                         | 凤囚凰           | Dung Chỉ        | Lý Huệ Chu Đặng Vỹ Ân Hoàng Bân | Quan Hiểu Đồng                 | Vai chính | Hồ Nam TV Mango TV IQIYI |
| 26/1/2020     | 3/9/2018   | Trạm Kế Tiếp Là Hạnh Phúc               | 下一站是幸福     | Nguyên Tống     | Đinh Tử Quang                   | Tống Thiến                     | Vai chính | Hồ Nam TV Mango TV       |
| 1/5/2020      | 7/7/2017   | Bỉ Ngạn Hoa                             | 彼岸花           | Lâm Hòa Bình    | Vương Tiểu Khang                | Lâm Duẫn                       | Vai chính | Tencent VIdeo IQIYI      |
| 23/7/2020     | 23/4/2019  | Thư Sinh Xinh Đẹp                       | 漂亮书生         | Phong Thừa Tuấn | Trí Lỗi                         | Cúc Tịnh Y                     | Vai chính | IQIYI                    |
| 10/8/2020     | 16/9/2019  | Lấy Danh Nghĩa Người Nhà                | 以家人之名       | Lăng Tiêu       | Đinh Tử Quang                   | Đàm Tùng Vận                   | Vai chính | Hồ Nam TV Mango TV       |
| 30/1/2023     | 29/8/2020  | Quân Tử Minh                            | 君子盟           | Trương Bình     | Dương Phàm                      | Tỉnh Bách Nhiên                | Vai chính | Tencent Video            |
| 17/10/2023    | 17/7/2021  | Thế Giới Phỏng Sinh                     | 仿生人间         | Trình Nặc       | Trần Chính Đạo                  | Văn Kỳ                         | Vai chính | IQIYI                    |
| 20/01/2025    | 31/1/2023  | Tương Tư Lệnh                           | 相思令           | Huyền Liệt      | Mạch Quán Chi                   | Angelababy                     | Vai chính | Tencent                  |
| 8/6/2025      | 16/7/2023  | Bảy Thanh Tâm Giản                      | 七根心简         | La Nhận         | Thái Nhạc Huân                  | Lưu Hạo Tồn                    | Vai chính | Youku                    |
| TBA           | 17/11/2023 | Thiên Hương                             | 千香             | Lôi Tu Viễn     | Cúc Giác Lượng                  | Cúc Tịnh Y                     | Vai chính | Youku                    |
| 19/5/2025     | 9/5/2024   | Thiều Hoa Nhược Cẩm                     | 韶华若锦         | Giang Tự        | Dương Lỗi                       | Bao Thượng Ân                  | Vai chính | Hồ Nam TV Mango TV       |
| TBA           | 2/12/2024  | Kiêu Dương Tự Ngã                       | 骄阳似我         | Lâm Tự Sâm      | Trần Trụ Phi                    | Triệu Kim Mạch                 | Vai chính | Tencent                  |
| TBA           | 10/5/2025  | Chó Hoang Và Xương                      | 野狗骨头         | Trần Dị         | Lưu Tuấn Kiệt                   | Trương Tịnh Nghi               | Vai chính | Mango TV                 |

## Show truyền hình
| Thời gian  | Chương trình                              | Kênh phát sóng | Vai trò                                                             |
| 11/12/2015 | Toàn Viên Gia Tốc                         | Hồ Nam TV      | Khách mời                                                           |
| 15/1/2016  | Thiên Thiên Hướng Thượng                  | Hồ Nam TV      | Thành Viên Cố Định                                                  |
| 4/3/2016   | Quà Tặng Ngôi Sao                         | An Huy TV      | Thí Sinh                                                            |
| 15/4/2017  | Happy Camp                                | Hồ Nam TV      | Khách mời Tuyên Truyền Phim Khoảng Cách Năm Ánh Sáng Giữa Anh Và Em |
| 26/1/2018  | Thiên Thiên Hướng Thượng                  | Hồ Nam TV      | Khách Mời                                                           |
| 10/2/2018  | Happy Camp                                | Hồ Nam TV      | Khách Mời Tuyên Truyền Phim Phượng Tù Hoàng                         |
| 29/4/2018  | Happy Camp                                | Hồ Nam TV      | Khách Mời                                                           |
| 17/5/2018  | Phi Thường Tĩnh Cự Ly                     | An Huy TV      | Khách Mời Phỏng Vấn                                                 |
| 9/6/2018   | Cao Năng Thiếu Niên Đoàn mùa 2 (Tập 7, 8) | Chiết Giang TV | Khách Mời                                                           |
| 23/2/2019  | Happy Camp                                | Hồ Nam TV      | Khách Mời                                                           |
| 29/2/2020  | Happy Camp                                | Hồ Nam TV      | Khách Mời Tuyên Truyền Phim Trạm Kế Tiếp Là Hạnh Phúc               |
| 29/4/2020  | Hey! Bạn Đang Làm Gì Đấy                  | Hồ Nam TV      | Khách Mời                                                           |
| 9/5/2020   | Happy Camp                                | Hồ Nam TV      | Khách Mời                                                           |
| 19/5/2020  | Hướng Về Cuộc Sống mùa 4 (Tập 3, 4)       | Hồ Nam TV      | Khách Mời                                                           |
| 30/8/2020  | Thiên Thiên Hướng Thượng                  | Hồ Nam TV      | Khách Mời                                                           |
| 17/7/2021  | Những Anh Trai Tràn Đầy Kiêu Ngạo         | Hồ Nam TV      | Thành Viên Cố Định                                                  |
| 7/8/2021   | Mùa Hè Hoàn Mỹ mùa 2 (Tập 6)              | Đông Phương TV | Khách Mời                                                           |
| 7/2023     | Xin chào thứ 7                            | Hồ Nam TV      | Khách mời Tuyên truyền Phim: Niệm Niệm tương vong                   |

## Đại ngôn thương hiệu
| Năm  | Thương hiệu      | Tên loại sản phẩm                       | Vai trò                                                                  |
| ---- | ---------------- | --------------------------------------- | ------------------------------------------------------------------------ |
| 2018 | FRESH            | Mỹ phẩm                                 | Đại sứ thương hiệu                                                       |
| 2018 | ASICS TIGER      | Giày thể thao                           | Đại diện phát ngôn viên thương hiệu toàn Trung Quốc                      |
| 2018 | SISLEY           | Sản phẩm chăm sóc da                    | Đại sứ hình ảnh                                                          |
| 2018 | SWAROVSKI        | Thương hiệu trang sức                   | Đại sứ thương hiệu                                                       |
| 2020 | ƯU TOÀN NHŨ      | Thực phẩm dinh dưỡng (SỮA CHUA)         | Đại diện thương hiệu                                                     |
| 2020 | ROBAM            | Điện máy gia dụng                       | Đại diện thương hiệu                                                     |
| 2020 | VINDA            | Khăn giấy                               | Đại diện thương hiệu                                                     |
| 2020 | SAFEGUARD        | Sản phẩm chăm sóc cá nhân               | Đại diện sức sống                                                        |
| 2020 | HONLife          | Thực phẩm dinh dưỡng (Ngũ Cốc Hạt Chia) | Đại diện thương hiệu                                                     |
| 2020 | MAGNUM           | Ice cream                               | Đại diện thương hiệu                                                     |
| 2020 | Origins          | Sản phẩm chăm sóc da                    | Đại diện thương hiệu khu vực Trung Quốc đại lục                          |
| 2020 | MAKE-UP BURBERRY | Mỹ phẩm                                 | Đại diện                                                                 |
| 2020 | BURBERRY         | Thương hiệu thời trang                  | Đại sứ hình thượng                                                       |
| 2020 | YIRAN            | Nước uống                               | Đại diện thương hiệu                                                     |
| 2020 | EMPORIO ARMANI   | Đồng hồ                                 | Đại Diện Hình Tượng Đồng Hồ Nam EA (khu vực Trung Quốc -Thái Bình Dương) |
| 2020 | EXTRA            | Kẹo                                     | Đại Diện Thương Hiệu                                                     |
| 2022 | MIKIMOTO         | Trang sức cao cấp                       | Đại Diện Phát Ngôn Toàn Cầu                                              |
| 2024 | GUCCI            | Thương hiệu thời trang                  | Đại sứ thương hiệu                                                       |

## Tạp chí
| Năm  | Tên tạp chí | Tên tạp chí                   | Chú thích                              |
| ---- | ----------- | ----------------------------- | -------------------------------------- |
| 2017 | Tháng 1     | Harper's BAZAAR MEN           | Trang trong                            |
| 2017 | Tháng 3     | VOGUE ME                      | Trang trong                            |
| 2017 | Tháng 3     | Harper's BAZAAR               | Magazine cover (trang trong)           |
| 2017 | Tháng 3     | Men's uno young               | Magazine cover                         |
| 2017 | Tháng 4     | EASY                          | Magazin cover (số 751)                 |
| 2017 | Tháng 4     | Easy Idol                     | Magazine cover                         |
| 2017 | Tháng 4     | 小资 CHIC TEEN                | Magazine cover                         |
| 2017 | Tháng 5     | InStyle优家画报               | Magazine cover                         |
| 2017 | Tháng 6     | LIFESTYLE                     | Bản điện tử                            |
| 2017 | Tháng 6     | COSMO                         | Trang trong                            |
| 2017 | Tháng 7     | KIKS                          | Magazine cover                         |
| 2017 | Tháng 7     | SO COOL                       | Magazine cover (Số 141)                |
| 2017 | Tháng 8     | CéCi                          | Magazine cover                         |
| 2017 | Tháng 9     | GQ                            | Phụ bản                                |
| 2017 | Tháng 9     | OK！精彩                      | Magazine cover (Số 136)                |
| 2017 | Tháng 10    | GQ                            | Trang trong                            |
| 2017 | Tháng 11    | 男人风尚LEON                  | Magazin cover                          |
| 2018 | Tháng 1     | Trendshealth                  | Magazine cover                         |
| 2018 | Tháng 1     | SIZE潮生活                    | Chính bản                              |
| 2018 | Tháng 1     | ICON-F时尚画报LA MODE         | Chính bản                              |
| 2018 | Tháng 1     | YOHO潮流志                    | Chính bản                              |
| 2018 | Tháng 1     | LIFESTYLE                     | Chính bản                              |
| 2018 | Tháng 1     | STARBOX                       | Chính bản                              |
| 2018 | Tháng 2     | Harper's BAZAAR               | Trang trong                            |
| 2018 | Tháng 2     | Madame Figaro Hommes 世界     | Magazine cover                         |
| 2018 | Tháng 3     | Southern Entertainment Weekly | Bìa tuần san                           |
| 2018 | Tháng 3     | 时尚先生ESQUIRE               | Số đặc biệt Bản đặc san                |
| 2018 | Tháng 4     | Marie Claire                  | Bìa trong                              |
| 2018 | Tháng 4     | NYLON尼龙                     | Bìa quần phong                         |
| 2018 | Tháng 4     | EASY                          | Chính bản                              |
| 2018 | Tháng 4     | SoFigaro                      | Phụ bản                                |
| 2018 | Tháng 4     | FireBible                     | Chính bản                              |
| 2018 | Tháng 5     | MiLK新潮流                    | Số 239                                 |
| 2018 | Tháng 6     | ViVi                          | Chính bản                              |
| 2018 | Tháng 8     | CHIC                          | Chính bản                              |
| 2018 | Tháng 8     | L'OFFICIEL HOMMES             | Trang bìa SPECIAL ISSUE                |
| 2018 | Tháng 10    | CéCi                          | Magazine cover                         |
| 2018 | Tháng 10    | L'OFFICIEL                    | Trang trong                            |
| 2018 | Tháng 10    | ELLE idol                     | Chính bản                              |
| 2018 | Tháng 11    | LEON ( 男人风尚)              | Magazine cover                         |
| 2018 | Tháng 12    | ELLEMEN                       | Bìa đơn phụ bản                        |
| 2019 | Tháng 3     | YOHO潮流志                    | Magazine cover(Bìa đặc san)            |
| 2019 | Tháng 4     | NYLON尼龙                     | Magazine cover(Bìa đơn đầu tiên)       |
| 2019 | Tháng 6     | Madame Figaro世界             | Magazine cover(Lần đầu lên bìa)        |
| 2019 | Tháng 7     | 时装男士L‘OFFICIEL HOMMES     | Magazine cover(Lần đầu lên bìa)        |
| 2019 | Tháng 7     | 男人风尚LEON                  | Magazine cover                         |
| 2019 | Tháng 7     | InStyle优家画报               | Magazine cover(Số 557)                 |
| 2019 | Tháng 8     | OK！精彩                      | Magazine cover(Số 183)                 |
| 2019 | Tháng 8     | 时尚芭莎BAZAAR                | Tạp chí điện tử(số đặc biệt Thất Tịch) |
| 2019 | Tháng 12    | NYTimesTravel新视线           | Magazine cover(Lần đầu lên bìa)        |
| 2019 | Tháng 12    | iWeekly周末画报               | Bản điện tử (Số 03)                    |
| 2020 | 04.06.2020  | 时尚先生ESQUIRE               | Phụ bản                                |
| 2020 | 17.06.2020  | ELLEMEN 新青年                | Chính bản                              |
| 2020 | 17.07.2020  | L'OFFICIEL HOMMES             | Chính bản                              |
| 2020 | 21.08.2020  | WONDERLAND中文版              | Chính bản                              |
| 2020 | 23.09.2020  | ESQUIREfine                   | Chính bản                              |
| 2020 | 06.11.2020  | 红秀GRAZIA                    | Chính bản song bìa                     |
| 2020 | 08.12.2020  | 出色WSJ中文版                 | Chính bản                              |
| 2021 | Tháng 3     | iWeekly (周末画报)            | Chính bản                              |
| 2021 | Tháng 5     | LEON ( 男人风尚)              | Chính bản                              |
| 2021 | Tháng 6     | SuperELLE                     | Chính bản                              |
| 2021 | Tháng 8     | InShanghai                    | báo giấy phỏng vấn không chụp họa báo  |
| 2021 | Tháng 11    | L'oficiel Hommes (时装男士)   | Chính bản song bìa                     |
| 2021 | Tháng 11    | ELLEMEN                       | Chính bản                              |
| 2021 | Tháng 11    | Men's uno (风度)              | Chính bản song bìa                     |